# Microsoft Write
Microsoft Write oder kurz Write war ein in Windows integriertes Textverarbeitungsprogramm. Windows NT 3.51 war das letzte Betriebssystem, das Microsoft Write enthielt. Seit Windows 95 ist WordPad integriert und gilt somit als Nachfolger von Microsoft Write.

## Geschichte
Die erste Version von Windows, Windows 1.0 vom 20. November 1985, enthielt erstmals Microsoft Write. Im Laufe der Entwicklung von Windows wurde das Programm nur wenig aktualisiert. In den ersten Versionen wurden nur Write-Dateien (mit der Dateinamenserweiterung .wri) unterstützt. Erst mit der Modernisierung von Microsoft Word für Windows im Jahr 1989 und mit der Einführung von Windows 3.0 unterstützte Write auch das damalige Microsoft-Word-Format .doc, das in Office 2007 durch das .docx-Format abgelöst wurde. Die NT-Versionen waren 16-Bit-Programme (New-Executable-Format).

## Funktionen
Es bietet im Vergleich zu WordPad wenige Funktionen zum Formatieren eines Textes.

### Schriftarten
Mit Microsoft Write ist es nicht möglich, die Schriftfarbe zu ändern. Des Weiteren unterstützt das Programm nur TrueType und serifenlose Schriftarten. Allerdings lässt sich die Standard-Schriftart ändern.

## Versionen
Write für Windows
- 1985: 1.0 – in Windows 1.x enthalten
- 1987: 2.0 – in Windows 2.x enthalten
- 1989: 2.1 – in Windows 286 und Windows 386 enthalten
- 1990: 3.00 – im Lieferumfang von Windows 3.0
- 1992: 3.10 – unterstützt OLE, in Windows 3.1x und Windows NT bis 3.51 enthalten

Write for Macintosh
- 1987: 1.0